# سیارک ۳۸۴۵۴
سیارک ۳۸۴۵۴ (به انگلیسی: 38454 Boroson، نامگذاری:1999TB2) سی و هشت هزار و چهارصد و پنجاه و چهارمین سیارک کشف شده‌است که در ۲ اکتبر ۱۹۹۹ کشف شد.